# رستوران آلیس (فیلم)
رستوران آلیس (انگلیسی: Alice's Restaurant) فیلمی به کارگردانی آرتور پن است که در سال ۱۹۶۹ منتشر شد. از بازیگران آن می‌توان به جیمز برودریک و پیت سیگر اشاره کرد.

## خلاصه داستان
آرلو در جشن شکرگذاری به دیدن آلیس رفته و در کمک به او زباله‌هایش را بیرون می‌برد اما اشتباهی رخ داده و کلانتر به تعقیب او می‌رود و...

## جوایز
این فیلم کاندیدای ۱ اسکار (اسکار بهترین کارگردانی) در سال ۱۹۷۰ شد.